# Beilschmiedia fulva
Beilschmiedia fulva  (лат.) — вид двудольных растений рода Бейлшмидия (Beilschmiedia) семейства Лавровые (Lauraceae). Впервые описан ботаниками Вальтером Робинсом и Рудольфом Вильчеком в 1949 году.
В некоторых источниках считается синонимом Beilschmiedia congolana Robyns & R.Wilczek.

## Распространение
Известен из ДР Конго, Камеруна, а также из Республики Конго.

## Ботаническое описание
Вечнозелёное дерево высотой до 25 м.
Листья жёсткие, опушённые с нижней стороны, эллиптической формы с округлой вершиной, на более или менее опушённых черешках.
Цветки раздельнополые, мелкие (не более 2 мм в диаметре), с овальными долями околоцветника, собраны в верхушечные или пазушные метёлки.